# Fore River Shipyard

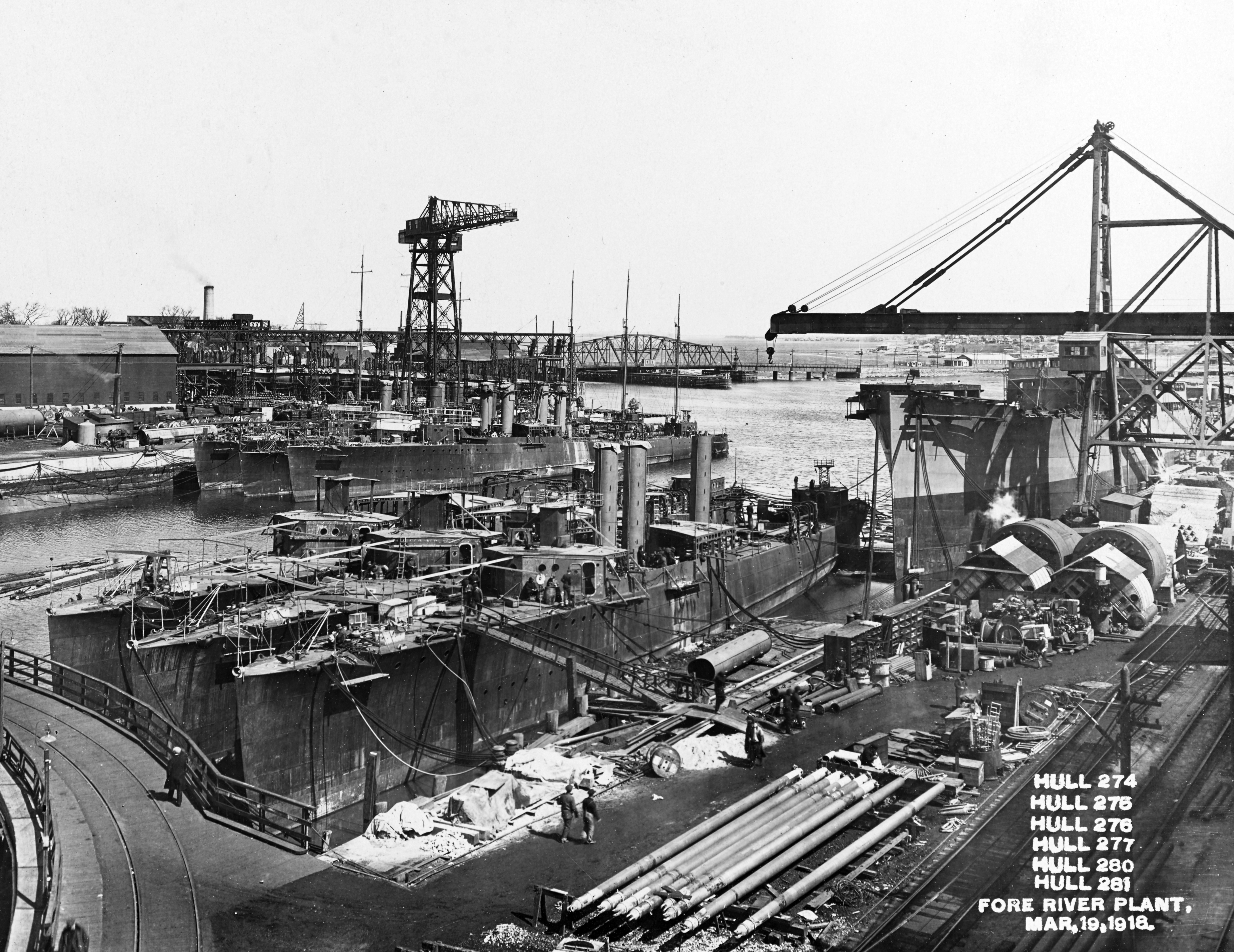
Fore River Shipyard, 1918

De Fore River Shipyard, formeel bekend als de Fore River Ship and Engine Building Company, was een scheepswerf in de Verenigde Staten tijdens het einde van de 19e en 20e eeuw. 

## Geschiedenis
De scheepswerf, opgericht in 1884 door Thomas A. Watson, was gesitueerd aan de Weymouth Fore River nabij East Braintree, Massachusetts. In 1901 werd het bedrijf verplaatst, dichter bij Quincy en ligt tegenwoordig aan de rand van het dorp, als onderdeel van Quincy Point. 
In 1913 kocht Bethlehem Steel de werf. Het was bekend door de bouw van vele bekende oorlogsschepen en liberty-schepen tijdens de Tweede Wereldoorlog.
Fore River werd in 1964 opgekocht door de General Dynamics Corporation. De werf werd toen bekend als General Dynamics Quincy Shipbuilding Division, en General Dynamics investeerde $23 miljoen om de werf competitiever te maken in de scheepsbouwindustrie. De werf bouwde meerdere schepen voor de United States Navy, waaronder atoomonderzeeërs, munitieschepen, olietankers en landingsschepen. De werf werd omgebouwd voor de bouw van lng-tankers tijdens de laatste jaren, maar sloot voorgoed in 1986. 
In 1994 keerde de kruiser USS Salem (CA-139) terug naar de Quincy werf, waarmee het het sleutelstuk werd van het United States Naval Shipbuilding Museum. Na meerdere gefaalde pogingen om de werf nieuw leven in te blazen, werd de werf gekocht door Daniel Quirk, een lokale autodealer in 2004, om dienst te doen als automobielopslag en distributiefaciliteit, maar is nog steeds een haven voor de veerboten naar Boston en Hull. De werf wordt ook gebruikt door Jay Cashman Inc. voor zware constructie en marine-uitrustingen. 
De scheepswerf was ook bekend om de "Goliath" kraan, eens de tweede grootste scheepsbouwkraan ter wereld. Gebouwd in 1970 voor de bouw van lng-tankers, was de kraan prominent onderdeel van de skyline van de haven. De 100 meter hoge kraan is begin 2008 gedemonteerd en verkocht aan DSME uit Zuid-Korea en verplaatst naar Mangalia, Roemenië.

## Bekende schepen

### Oorlogsschepen
Vele bekende oorlogsschepen werden gebouwd door de Fore River Shipyard. een deel ervan staat in de lijst hieronder. De data tussen haakjes zijn de data van indienststelling bij de US Navy.

#### Vliegdekschepen
- USS Lexington (CV-2) (1927)
- USS Wasp (CV-7) (1940)
- USS Lexington (CV-16) (1943)
- USS Bunker Hill (CV-17) (1943)
- USS Wasp (CV-18) (1943)
- USS Philippine Sea (CV-47) (1946)

#### Slagschepen

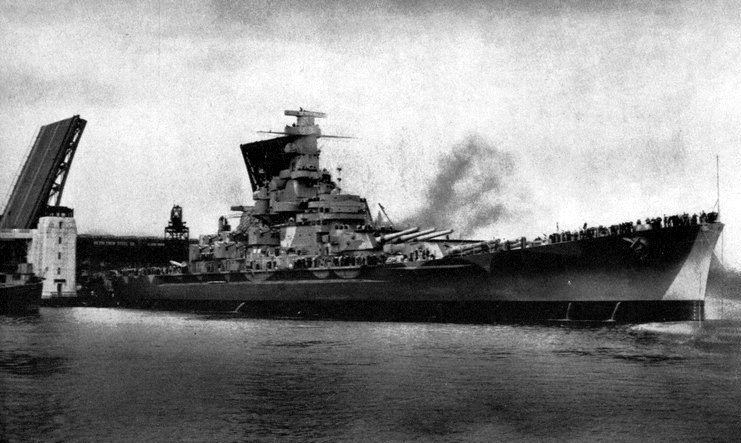
USS Massachusetts verlaat de scheepswerf in 1942

- USS New Jersey (BB-16) (1906)
- USS Rhode Island (BB-17) (1906)
- USS Vermont (BB-20) (1907)
- USS North Dakota (BB-29) (1910)
- USS Nevada (BB-36) (1916)
- USS Massachusetts (BB-59) (1942)

#### Kruisers

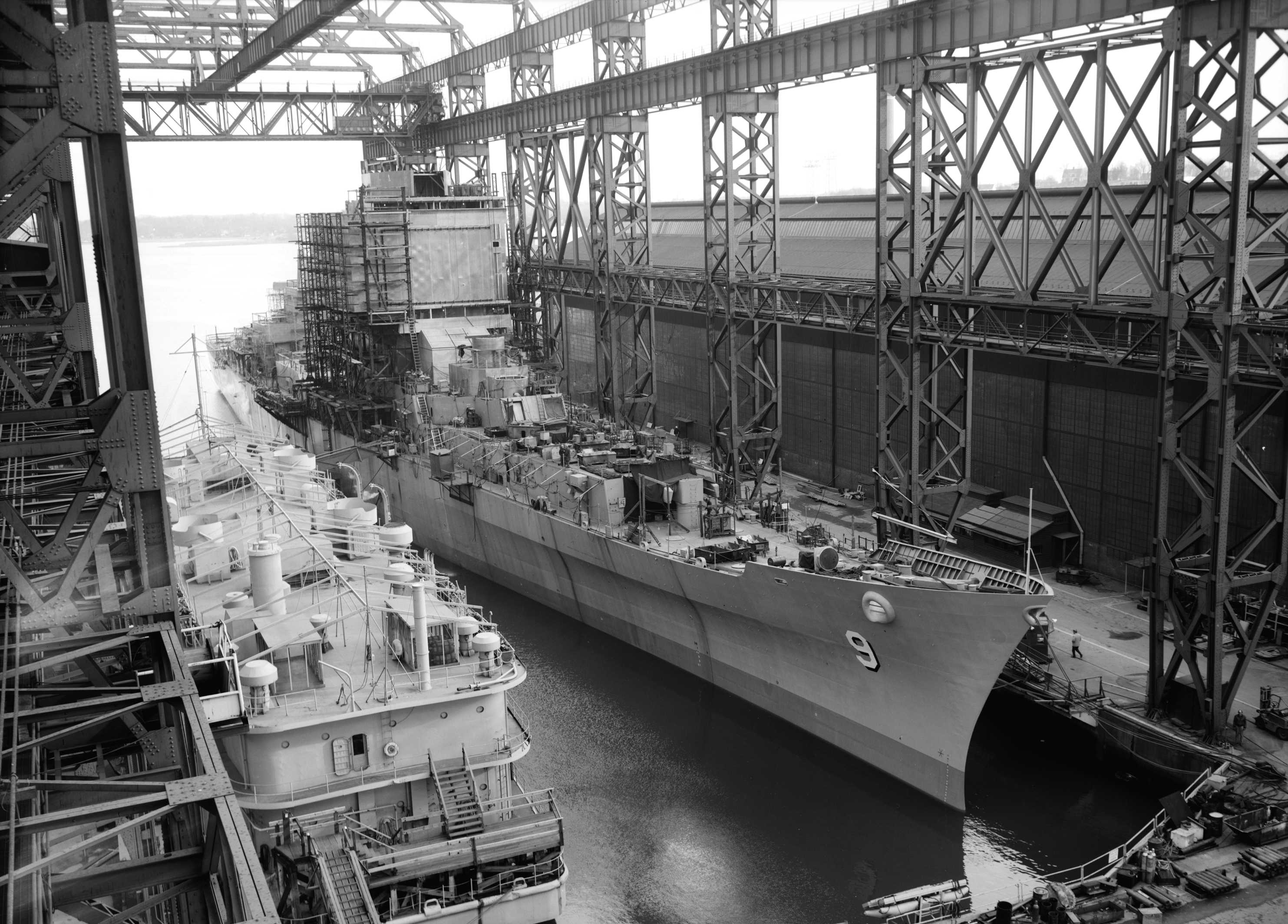
USS Long Beach in aanbouw op de werf in 1961

- USS Birmingham (CL-2) (1908)
- USS Detroit (CL-8) (1923)
- USS Raleigh (CL-7) (1924)
- USS Northampton (CA-26) (1930)
- USS Portland (CA-33) (1933)
- USS Quincy (CA-39) (1936)
- USS Vincennes (CA-44) (1937)
- USS Baltimore (CA-68) (1943)
- USS Salem (CA-139) (1949)
- USS Long Beach (CGN-9)  (1961)

#### Torpedobootjagers
- USS Sterett (DD-27) (1909)
- USS Perkins (DD-26) (1910)
- USS Walke (DD-34) (1911)
- USS Duncan (DD-46) (1913)
- USS Cushing (DD-55) (1915)
- USS Tucker (DD-57) (1916)
- USS Sampson (DD-63) (1916)
- USS Rowan (DD-64) (1916)

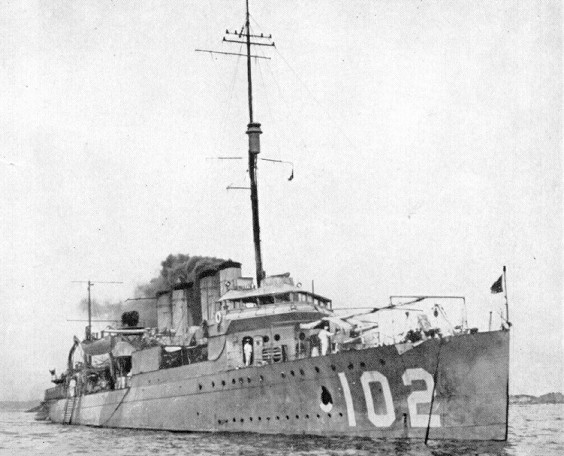
USS Mahan (DD-102), een Wickesklasse torpedobootjager

- USS Mahan (DD-102) (1918, Wickesklasse)
- USS Reid (DD-292) (1919)
- USS Gridley (DD-380) (1937, Gridleyklasse)

#### Onderzeeboten
- USS Viper (SS-10) (1907)
- USS Cuttlefish (SS-11) (1907)
- USS Tarantula (SS-12) (1907)
- USS Octopus (SS-9) (1906)
- USS Stingray (SS-13) (1909)
- USS Tarpon (SS-14) (1909)
- USS Bonita (SS-15) (1909)
- USS Snapper (SS-16) (1909)

### Andere schepen

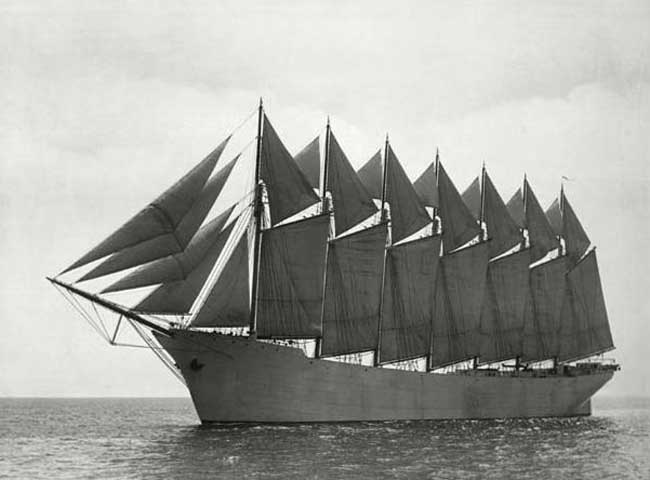
Thomas W. Lawson

- Thomas W. Lawson, een zevenmaster, stalen romp schoener. Het enige schip van haar soort.
- William L. Douglas, zesmaster stalen schip
- Constitution en Independence, zuster trans-Atlantische oceaanlijners gebouwd voor American Export Lines.
- Sankaty (stoomboot).
- SS Manhattan, grootste olietanker gebouwd in het land en was in 1968 het eerste commerciële schip dat voer door de Noordwestelijke Doorvaart.

## Trivia
Verondersteld wordt dat op Fore River Shipyard door toedoen van werfmedewerker James J. Kilroy de rage rond 'Kilroy was here' is ontstaan.